# Cyrtinus
Cyrtinus is een kevergeslacht uit de familie van de boktorren (Cerambycidae). De wetenschappelijke naam van het geslacht werd voor het eerst geldig gepubliceerd in 1852 door LeConte.

## Soorten
Cyrtinus omvat de volgende soorten:
- Cyrtinus acunai Fisher, 1935
- Cyrtinus araguaensis Howden, 1973
- Cyrtinus beckeri Howden, 1960
- Cyrtinus bifasciatus Martins & Galileo, 2009
- Cyrtinus bordoni Joly & Rosales, 1990
- Cyrtinus eugeniae Fisher, 1935
- Cyrtinus farri Howden, 1960
- Cyrtinus fauveli (Cameron, 1909)
- Cyrtinus granulifrons Howden, 1970
- Cyrtinus hispidus Martins & Galileo, 2009
- Cyrtinus hubbardi Fisher, 1926
- Cyrtinus humilis Zayas, 1975
- Cyrtinus jamaicensis Howden, 1970
- Cyrtinus melzeri Martins & Galileo, 2009
- Cyrtinus meridialis Martins & Galileo, 2010
- Cyrtinus mockfordi Howden, 1959
- Cyrtinus mussoi Joly & Rosales, 1990
- Cyrtinus oakleyi Fisher, 1935
- Cyrtinus opacicollis (Bates, 1885)
- Cyrtinus penicillatus (Bates, 1885)
- Cyrtinus pygmaeus (Haldeman, 1847)
- Cyrtinus querci Howden, 1973
- Cyrtinus sandersoni Howden, 1959
- Cyrtinus schwarzi Fisher, 1926
- Cyrtinus striatus Joly & Rosales, 1990
- Cyrtinus subopacus Fisher, 1935
- Cyrtinus umbus Martins & Galileo, 2009